# Phil Beal
Phil Beal (Godstone, 8 gennaio 1945) è un ex calciatore inglese, di ruolo centrocampista.

## Palmarès

### Club

#### Competizioni nazionali
- Coppa d'Inghilterra: 1

Tottenham: 1966-1967
- Charity Shield: 1

Tottenham: 1967
- Coppa di Lega inglese: 1

Tottenham: 1970-1971
- Coppa di Lega Italo-Inglese: 1

Tottenham: 1971

#### Competizioni internazionali
- Coppa UEFA: 1

Tottenham: 1971-1972